# Carlos Borcosque
Carlos Borcosque né Carlos Francisco Borcosque Sánchez à Valparaíso (Chili) le  9 septembre 1894 mort à Buenos Aires, (Argentine) le 5 septembre 1965, est un réalisateur et scénariste chilien qui vit en Argentine, où il exprime  le meilleur parti de son activité artistique. Il est également journaliste et passionné d'aviation, à l'époque où celle-ci était encore à ses débuts. Il aura deux enfants :	Chichita Borcosque et Carlos Borcosque Jr. qui sera aussi réalisateur et scénariste argentin.

## Filmographie

### Directeur
- Voy a hablar de la esperanza (1966)
- El calavera (1958)
- Mientras haya un circo (1958)
- Pobres habrá siempre (1958)
- Grumete (1956)
- Su obra de amor (1952). Document biographique postume de Eva Duarte de Perón.
- Facundo, el tigre de los llanos (1952) (codirector)
- El alma de los niños (1951)
- Volver a la vida (1951)
- La muerte está mintiendo (1950)
- Las aventuras de Jack (1949)
- El tambor de Tacuarí (1948)
- Siete para un secreto (1947)
- Corazón (1947)
- Cuando en el cielo pasen lista (1945)
- Éramos seis (1945)
- Amarga verdad (1945)
- Veinticuatro horas en la vida de una mujer  (1944)
- La verdadera victoria (1944)
- Valle negro (1943)
- La juventud manda (1943)
- Un nuevo amanecer (1942)
- Incertidumbre (1942)
- Yo conocí a esa mujer (1942)
- Cada hogar un mundo (1942)
- La casa de los cuervos (1941)
- Una vez en la vida (1941)
- Flecha de oro (1940)
- Fragata Sarmiento (1940)
- Nosotros, los muchachos (1940)
- …Y mañana serán hombres (1939)
- Alas de mi patria (1939)
- Fighting Lady (1935)
- Dos noches (1933)
- Cheri-Bibi (1931)
- Su última noche (1931)
- La mujer X (1931)
- En cada puerto un amor (1931)
- Wu Li Chang (1930)
- El huérfano (1926)
- Diablo fuerte (1925)
- Martín Rivas (1925)
- Vida y milagros de Don Fausto (1924)
- Traición (1923)
- Hombres de esta tierra (1922)

### Scénariste
- Voy a hablar de la esperanza (1966)
- Mientras haya un circo (1958)
- Pobres habrá siempre (1958)
- Grumete (1956)
- Facundo, el tigre de los llanos (1952)
- El alma de los niños (1951)
- Las aventuras de Jack (1949)
- Corazón (1947)
- Éramos seis (1945)
- Valle negro (1943)
- La juventud manda (1943)
- Un nuevo amanecer (1942)
- Incertidumbre (1942)
- Una vez en la vida (1941)
- Flecha de oro (1940)
- Fragata Sarmiento (1940)
- Nosotros, los muchachos (1940)
- …Y mañana serán hombres (1939)
- Alas de mi patria (1939)
- El carnaval del diablo (1936)
- Trapped in Tia Juana (1932) dir. Wallace Fox.
- El huérfano (1926)
- Diablo fuerte (1925)
- Traición (1923)
- Hombres de esta tierra (1922)

### Assistant de direction
- Alas sobre El Chaco (1935) dir Christy Cabanne
- Sevilla de mis amores (1930) dir. Ramón Novarro
- Olimpia (1930) dir. Chester M. Franklin y Juan de Homs

### Directeur adjoint
- Trapped in Tia Juana (1932)